# Saint-Andeux
Saint-Andeux är en kommun i departementet Côte-d'Or i regionen Bourgogne-Franche-Comté i östra Frankrike. Kommunen ligger i kantonen Saulieu som tillhör arrondissementet Montbard. År 2022 hade Saint-Andeux 118 invånare.

## Befolkningsutveckling
Antalet invånare i kommunen Saint-Andeux
Referens:INSEE